# Benton (Arkansas)
Benton è un centro abitato (city) degli Stati Uniti d'America, capoluogo della contea di Saline, nello Stato dell'Arkansas. Nel 2009 la popolazione era di 29.882 abitanti.

## Geografia fisica
Secondo i rilevamenti dello United States Census Bureau, Benton si estende su una superficie di 18,44 km².

## Storia
Nel 1833 fu stabilito un primo insediamento nella zona; successivamente fu ingrandito e assunse il nome di Benton in onore di Thomas Hart Benton, senatore del Missouri.